# Sergivka (Bíljorod-Dnistrovski)
Sergivka (en ucraniano: Сергіївка, romanizado: Serhiivka) es un pueblo ucraniano perteneciente al óblast de Odesa. Situado en el suroeste del país, es parte del raión de Bíljorod-Dnistrovski y del municipio (hromada) homónimo.

## Toponimia
El nombre del asentamiento en otros idiomas de importancia en el asentamiento es Sergevka (en ruso: Сергеевка) o Serghiesti (en rumano: Serghiești).

## Geografía
Sergivka está ubicado en la costa del mar Negro en la desembocadura de la laguna Budaki, a unos 10 kilómetros de Bíljorod del Dniéster. El asentamiento está dentro de la región histórica de Budyak, siendo la localidad más oriental de Besarabia.

## Historia
El nombre más antiguo de esta localidad era Shabolat. Sergivka nació a partir de 1887, cuando el químico ruso Alexandre Verigo demostró las propiedades curativas del barro que se produce aquí y como resultado, se estableció un balneario de barro. En 1918, la región pasó al reino de Rumanía y un rico terrateniente llamado Akulich hizo construir alrededor de cuarenta villas en 1921 para los residentes del resort de barro, el futuro núcleo del balneario. 
Sergivka fue entregada a la Unión Soviética tras el pacto Ribbentrop-Mólotov y durante la Segunda Guerra Mundial, fue ocupado por tropas rumanas y alemanas. 
Desde el final de la guerra ha sido parte de la RSS de Ucrania. En 1956, se abolió el óblast de Izmaíl y la estación entró en el óblast de Odesa. El complejo es visitado principalmente por turistas rusos, desde 1991 el lugar ha experimentado un desarrollo turístico dinámico y los sanatorios construidos en la época soviética se han ampliado y ampliado. 
Sergivka fue parte del área municipal de Bíljorod del Dniéster hasta 2020, año en el que se hizo una reforma administrativa que redujo el número de raiónes del óblast de Odesa a siete, y el asentamiento pasó a ser parte del raión de Bíljorod del Dniéster. En 2023, Sergívka perdió el estatus de asentamiento de tipo urbano en la legislación ucraniana debido a la eliminación de este estatus administrativo.
El 1 de julio de 2022, durante la invasión rusa de Ucrania, un edificio residencial y un centro recreativo en Sergivka fueron alcanzados por cohetes rusos, al menos 21 personas murieron.

## Demografía
La evolución de la población de Sergivka entre 1989 y 2022 fue la siguiente:
| 1570                                                          | 5275 | 1637 | 5343 | 5248 |
| (Fuente: Cities & Towns of Ukraine y UKRAINE: Größere Städte) |      |      |      |      |

Según el censo de 2001, la lengua materna de la mayoría de los habitantes, el 48,8%, es el ruso; del 42,1%, el ucraniano; el rumano, del 7,2%.

## Infraestructura

### Transporte
La estación de tren más cercana está en Bíljorod del Dniéster, que tiene conexiones con Odesa e Izmaíl. El asentamiento tiene acceso a la autopista H33 que conecta Odesa y Bíljorod del Dniéster. 